# Campionat d'Europa de bàsquet masculí de 1999
El XXXI Campionat Europeu de Bàsquet Masculí se celebrà a França entre el 21 de juny i el 3 de juliol del 1999 sota la denominació Eurobasket 1999.
Un total de 16 països europeus varen competir pel títol, del qual l'últim guanyador era la Selecció de bàsquet de Iugoslàvia.
Els setze equips participants en l'Eurobasket foren: Iugoslàvia, França, Israel, Macedònia, Rússia, Espanya, Eslovènia, Hongria, Turquia, Itàlia, Croàcia, Bòsnia, República Txeca, Alemanya, Lituània i Grècia.

## Seus
| Grup       | Ciutat               |
| ---------- | -------------------- |
| A          | Tolosa de Llenguadoc |
| B          | Clarmont d'Alvèrnia  |
| C          | Antibes              |
| D          | Dijon                |
| E          | Pau                  |
| F          | Le Mans              |
| Fase Final | París                |

## Grups
| Grup A             | Grup B    | Grup C               | Grup D   |
| ------------------ | --------- | -------------------- | -------- |
| Iugoslàvia         | Rússia    | Turquia              | Txèquia  |
| França             | Espanya   | Itàlia               | Alemanya |
| Israel             | Eslovènia | Croàcia              | Lituània |
| Macedònia del Nord | Hongria   | Bòsnia i Hercegovina | Grècia   |

## Sistema de classificació
A la primera fase, els 16 equips es dividiren en 4 grupss, passant els 3 primers de cada grup a la segona fase.
La segona fase constava de 2 grups de 6 equips on es comptabilitzaven els enfrontaments de la primera fasee, classificant-se els 4 primers de cada grup per a la fase final.

## Primera fase[1]

### Grup A
| Equip              | J | G | P | T+  | T-  | DT  | PTS |
| ------------------ | - | - | - | --- | --- | --- | --- |
| Iugoslàvia         | 3 | 3 | 0 | 227 | 181 | +46 | 6   |
| França             | 3 | 2 | 1 | 200 | 196 | +4  | 5   |
| Israel             | 3 | 1 | 2 | 191 | 220 | -29 | 4   |
| Macedònia del Nord | 3 | 0 | 3 | 197 | 218 | -21 | 3   |

- Resultats

| Data     | Partit¹            | Partit¹ | Partit¹            | Resultat |
| -------- | ------------------ | ------- | ------------------ | -------- |
| 21.06.99 | Israel             | -       | Iugoslàvia         | 61-81    |
| 21.06.99 | Macedònia del Nord | -       | França             | 67-71    |
| 22.06.99 | Iugoslàvia         | -       | Macedònia del Nord | 83-68    |
| 22.06.99 | França             | -       | Israel             | 77-66    |
| 23.06.99 | Macedònia del Nord | -       | Israel             | 62-64    |
| 23.06.99 | Iugoslàvia         | -       | França             | 63-52    |

- (¹) -  Tots a Tolosa de Llenguadoc

### Grup B
| Equip     | J | G | P | T+  | T-  | DT  | PTS |
| --------- | - | - | - | --- | --- | --- | --- |
| Rússia    | 3 | 2 | 1 | 210 | 191 | +19 | 5   |
| Espanya   | 3 | 2 | 1 | 231 | 229 | +2  | 5   |
| Eslovènia | 3 | 2 | 1 | 204 | 209 | -5  | 5   |
| Hongria   | 3 | 0 | 3 | 213 | 229 | -16 | 3   |

- Resultats

| Data     | Partit¹   | Partit¹ | Partit¹   | Resultat |
| -------- | --------- | ------- | --------- | -------- |
| 21.06.99 | Eslovènia | -       | Rússia    | 47-68    |
| 21.06.99 | Hongria   | -       | Espanya   | 75-84    |
| 22.06.99 | Rússia    | -       | Hongria   | 73-72    |
| 22.06.99 | Espanya   | -       | Eslovènia | 75-85    |
| 23.06.99 | Hongria   | -       | Eslovènia | 66-72    |
| 23.06.99 | Rússia    | -       | Espanya   | 69-72    |

- (¹) -  Tots a Clermont Ferrand

### Grup C
| Equip                | J | G | P | T+  | T-  | DT  | PTS |
| -------------------- | - | - | - | --- | --- | --- | --- |
| Turquia              | 3 | 2 | 1 | 188 | 169 | +19 | 5   |
| Itàlia               | 3 | 2 | 1 | 196 | 190 | +6  | 5   |
| Croàcia              | 3 | 2 | 1 | 198 | 197 | +1  | 5   |
| Bòsnia i Hercegovina | 3 | 0 | 3 | 160 | 186 | -26 | 3   |

- Resultats

| Data     | Partit¹              | Partit¹ | Partit¹              | Resultat |
| -------- | -------------------- | ------- | -------------------- | -------- |
| 21.06.99 | Bòsnia i Hercegovina | -       | Turquia              | 42-57    |
| 21.06.99 | Croàcia              | -       | Itàlia               | 70-68    |
| 22.06.99 | Turquia              | -       | Croàcia              | 70-63    |
| 22.06.99 | Itàlia               | -       | Bòsnia i Hercegovina | 64-59    |
| 23.06.99 | Bòsnia i Hercegovina | -       | Croàcia              | 59-65    |
| 23.06.99 | Itàlia               | -       | Turquia              | 64-61    |

- (¹) -  Tots a Antibes

### Grup D
| Equip    | J | G | P | T+  | T-  | DT  | PTS |
| -------- | - | - | - | --- | --- | --- | --- |
| Txèquia  | 3 | 2 | 1 | 229 | 211 | +18 | 5   |
| Alemanya | 3 | 2 | 1 | 210 | 210 | 0   | 5   |
| Lituània | 3 | 2 | 1 | 228 | 216 | +12 | 5   |
| Grècia   | 3 | 0 | 3 | 194 | 224 | -30 | 3   |

- Resultats

| Data     | Partit¹  | Partit¹ | Partit¹  | Resultat |
| -------- | -------- | ------- | -------- | -------- |
| 21.06.99 | Txèquia  | -       | Lituània | 78-62    |
| 21.06.99 | Alemanya | -       | Grècia   | 59-58    |
| 22.06.99 | Lituània | -       | Alemanya | 84-74    |
| 22.06.99 | Grècia   | -       | Txèquia  | 72-83    |
| 23.06.99 | Txèquia  | -       | Alemanya | 68-77    |
| 23.06.99 | Grècia   | -       | Lituània | 64-82    |

- (¹) -  Tots a Dijon

## Segona fase[2]

### Grup E
| Equip      | J | G | P | T+  | T-  | DT  | PTS |
| ---------- | - | - | - | --- | --- | --- | --- |
| Iugoslàvia | 6 | 5 | 1 | 443 | 386 | +57 | 11  |
| França     | 6 | 5 | 1 | 414 | 384 | +30 | 11  |
| Rússia     | 6 | 4 | 2 | 441 | 409 | +32 | 10  |
| Espanya    | 6 | 3 | 3 | 439 | 454 | -15 | 9   |
| Israel     | 6 | 2 | 4 | 416 | 467 | -51 | 8   |
| Eslovènia  | 6 | 2 | 4 | 405 | 421 | -16 | 8   |

- Resultats

| Data     | Partit¹    | Partit¹ | Partit¹    | Resultat |
| -------- | ---------- | ------- | ---------- | -------- |
| 26.06.99 | Espanya    | -       | França     | 57-74    |
| 26.06.99 | Eslovènia  | -       | Iugoslàvia | 66-71    |
| 26.06.99 | Rússia     | -       | Israel     | 93-84    |
| 27.06.99 | Iugoslàvia | -       | Espanya    | 77-63    |
| 27.06.99 | Israel     | -       | Eslovènia  | 67-66    |
| 27.06.99 | França     | -       | Rússia     | 66-62    |
| 28.06.99 | Espanya    | -       | Israel     | 88-74    |
| 28.06.99 | Rússia     | -       | Iugoslàvia | 76-68    |
| 28.06.99 | Eslovènia  | -       | França     | 69-74    |

- (¹) -  Tots a Pau

### Grup F
| Equip    | J | G | P | T+  | T-  | DT  | PTS |
| -------- | - | - | - | --- | --- | --- | --- |
| Lituània | 6 | 5 | 1 | 467 | 401 | +66 | 11  |
| Itàlia   | 6 | 4 | 2 | 427 | 385 | +42 | 10  |
| Turquia  | 6 | 4 | 2 | 377 | 371 | +6  | 10  |
| Alemanya | 6 | 3 | 3 | 420 | 432 | -12 | 9   |
| Croàcia  | 6 | 3 | 3 | 444 | 454 | -10 | 9   |
| Txèquia  | 6 | 2 | 4 | 434 | 470 | -36 | 8   |

- Resultats

| Data     | Partit¹  | Partit¹ | Partit¹  | Resultat |
| -------- | -------- | ------- | -------- | -------- |
| 26.06.99 | Lituània | -       | Turquia  | 74-48    |
| 26.06.99 | Txèquia  | -       | Croàcia  | 64-86    |
| 26.06.99 | Alemanya | -       | Itàlia   | 53-74    |
| 27.06.99 | Croàcia  | -       | Lituània | 75-91    |
| 27.06.99 | Turquia  | -       | Alemanya | 63-55    |
| 27.06.99 | Itàlia   | -       | Txèquia  | 95-68    |
| 28.06.99 | Alemanya | -       | Croàcia  | 102-85   |
| 28.06.99 | Txèquia  | -       | Turquia  | 73-78    |
| 28.06.99 | Lituània | -       | Itàlia   | 74-62    |

- (¹) -  Tots a Le Mans

## Fase final[3]
Tots els partits de la final es varen disputar a París.
|  | Quarts de final | Quarts de final |             |        | Semifinals  | Semifinals  |  |  | Final       | Final |
|  |                 |                 |             |        |             |             |  |  |             |       |
|  | 1 de juliol     |                 |             |        |             |             |  |  |             |       |
|  |                 |                 |             |        |             |             |  |  |             |       |
|  | Iugoslàvia      | 78              |             |        |             |             |  |  |             |       |
|  | Iugoslàvia      | 78              | 2 de juliol |        |             |             |  |  |             |       |
|  | Alemanya        | 68              |             |        |             |             |  |  |             |       |
|  | Alemanya        | 68              | Itàlia      | 71     |             |             |  |  |             |       |
|  | 1 de juliol     |                 | Itàlia      | 71     |             |             |  |  |             |       |
|  |                 | Iugoslàvia      | 62          |        |             |             |  |  |             |       |
|  | França          | Iugoslàvia      | 62          | 66     |             |             |  |  |             |       |
|  | França          |                 | 3 de juliol | 66     |             |             |  |  |             |       |
|  | Turquia         | 63              |             |        |             |             |  |  |             |       |
|  | Turquia         | 63              | Itàlia      | 64     |             |             |  |  |             |       |
|  | 1 de juliol     |                 | Itàlia      | 64     |             |             |  |  |             |       |
|  |                 | Espanya         | 56          |        |             |             |  |  |             |       |
|  | Espanya         | Espanya         | 56          | 74     |             |             |  |  |             |       |
|  | Espanya         | 2 de juliol     |             | 74     |             |             |  |  |             |       |
|  | Lituània        | 72              |             |        |             |             |  |  |             |       |
|  | Lituània        | 72              | Espanya     | 70     | Tercer lloc | Tercer lloc |  |  |             |       |
|  | 1 de juliol     |                 | Espanya     | 70     | Tercer lloc | Tercer lloc |  |  |             |       |
|  |                 | França          | 63          |        |             |             |  |  |             |       |
|  | Itàlia          | França          | 63          | 102    | Iugoslàvia  | 74          |  |  |             |       |
|  | Itàlia          |                 |             | 102    | Iugoslàvia  | 74          |  |  |             |       |
|  | Rússia          | 79              |             | França | 62          |             |  |  |             |       |
|  | Rússia          | 79              |             |        | 62          |             |  |  |             |       |
|  |                 |                 |             |        |             |             |  |  | 3 de juliol |       |
|  |                 |                 |             |        |             |             |  |  |             |       |

### Eliminatòries del 5è al 8è
| Data     | Partit   | Partit | Partit   | Resultat |
| -------- | -------- | ------ | -------- | -------- |
| 02.07.99 | Alemanya | -      | Rússia   | 70-74    |
| 02.07.99 | Turquia  | -      | Lituània | 56-80    |

## Trofeus individuals
| MVP                 |
| Itàlia Gregor Fučka |

- Màxims anotadors del torneig

|   | Jugador                  | Punts | Partits | Punts per partit |
| - | ------------------------ | ----- | ------- | ---------------- |
| 1 | Espanya Alberto Herreros | 173   | 9       | 19,2             |
| 2 | Txèquia Lubos Barton     | 112   | 6       | 18,7             |
| 3 | Hongria Robert Gulyas    | 52    | 3       | 17,3             |
| 4 | Israel Doron Sheffer     | 100   | 6       | 16,7             |
| 5 | Itàlia Carlton Myers     | 147   | 9       | 16,3             |

## Quatre primers classificats
Medalla d'or:  Itàlia = Gregor Fučka, Carlton Myers, Andrea Meneghin, Roberto Chiacig, Denis Marconato, Alessandro Abbio, Alessandro De Pol, Gianluca Basile, Giacomo Galanda, Davide Bonora, Marcelo Damiao, Michele Mian (Entrenador: Bogdan Tanjević)
Medalla d'argent:  Espanya = Alberto Herreros, Roberto Dueñas, Roger Esteller, Carlos Jiménez, Ignacio De Miguel, Nacho Rodríguez, Alfonso Reyes, Rodrigo De la Fuente, Alberto Angulo, Nacho Rodilla, Juan Ignacio Romero, Iván Corrales (Entrenador: Lolo Sainz)
Medalla de bronze:  Iugoslàvia = Vlade Divac, Predrag Stojaković, Dejan Bodiroga, Predrag Danilović, Dragan Tarlac, Saša Obradović, Dejan Tomašević, Milan Gurović, Nikola Lonćar, Milenko Topić, Dragan Lukovski, Vlado Šćepanović (Entrenador: Željko Obradović)
Quart lloc:  França = Antoine Rigaudeau, Tariq Abdul-Wahad, Stéphane Risacher, Laurent Foirest, Laurent Sciarra, Alain Digbeu, Jim Bilba, Moustapha Sonko, Ronnie Smith, Cyril Julian, Frédéric Weis, Thierry Gadou (Entrenador: Jean-Pierre de Vincenzi)